# برنارد رومان (رسام)
برنارد رومان (بالفرنسية: Bernard Romain)‏ هو نحات ورسام فرنسي، ولد في 11 فبراير 1944 في روآن في فرنسا.

## وصلات خارجية
- الموقع الرسمي